# Radiation Roy
Radiation Roy è un super criminale dell'Universo DC.

## Biografia del personaggio

### Tentativo per la Legione
Dopo aver ricevuto una grossa eredità da un parente deceduto, Roy Travich la utilizzò per ottenere un superpotere ed unirsi i suoi idoli: la Legione dei Super-Eroi; riuscì così ad acquisire l'abilità di emettere radiazioni dal suo corpo. Dopo essere stato all'audizione come Radiation Roy, fu eliminato per non aver avuto sufficiente controllo sui suoi poteri, in quanto le radiazioni da lui emesse potevano potenzialmente ferire la Legione e astanti innocenti. Si scoprì più avanti che Saturn Girl lesse la sua mente, e fu così terrorizzata da pensieri così scuri e profondi che non poté dormire per i due giorni successivi.

### Legione dei Supercriminali
Amareggiato e arrabbiato, Roy aiutò a fondare la Legione dei Supercriminali e combatté con loro contro la Legione dei Super Eroi. Ebbe una relazione romantica con la compagna di squadra Spider-Girl, e poco dopo lasciò la squadra. Con l'andare del tempo, il corpo di Roy fu gravemente devastato dall'emissione di radiazioni. Perse i denti e gli crebbero dei tumori pieni di pus. Infine, fu costretto a indossare una tuta rossa di contenimento al fine di tenere i suoi poteri sotto controllo.

### Justice League of Earth
Successivamente Roy fondò, al fianco di altri rifiutati dalla Legione nati sulla Terra, la Justice League of Earth. Utilizzando un tablet di cristallo creato dal loro leader, Earth-Man, cominciarono una campagna di disinformazione sollecitando che Superman fosse della Terra e non un nativo di Krypton e che fosse contro tutta la vita aliena, riuscendo nell'intento di mettere la razza umana contro gli alieni. Mentre diffondevano le loro bugie, la League braccò ogni alieno che riuscì a scovare. Poco dopo, Superman, la Legione dei Super Eroi e la Legione degli Eroi Sostituti li misero a nudo. La League fu sconfitta e portata sul pianeta prigione di Takron-Galtos.
In Crisi finale: la Legione dei 3 mondi, furono Roy e la League a liberare Superboy-Prime. Più avanti, la League si unì alla loro versione della Legione dei Supercriminali. Durante l'attacco ai Pianeti Uniti, Roy uccise Myg di Lythyl (il secondo Karate Kid).

### Terza versione
Radiation Roy fece una breve comparsa nella continuità della terza versione Legione, nei panni di un adolescente arrabbiato che si scagliò contro un ufficiale della Polizia Scientifica con le radiazioni gamma, mentre qualcuno tra la folla gridava "Roy, No!". Fu presto fermato da Cosmic Boy e Supergirl.

## Poteri e abilità
Roy ha l'abilità di emettere radiazioni dal suo corpo. Chiunque ne viene esposto soffre di vertigini e avvelenamento da radiazioni. Tuttavia, lo stesso Roy non fu immune al suo potere, anzi, fu costretto ad indossare una tuta di contenimento per proteggersi da sé stesso. I limiti delle sue abilità non sono ancora state definite.